# Henri Milne Edwards
Henri Milne Edwards, també conegut amb el nom de Milne-Edwards (Bruges, 23 d'octubre del 1800 - París, 29 de juliol del 1885), fou un naturalista i metge francès.

## Carrera
Va estudiar medicina i va obtenir el seu doctorat el 1823. Va publicar Recherches sur les crustacés el 1825, que rebé el Prix de physiologie de l'Acadèmia Francesa de les Ciències. Tingué Georges Cuvier (1769-1832) com a professor i fou amic de Victor Audouin (1797-1841), amb qui feu entre el 1826 i el 1828 un estudi detallat de la fauna costanera del voltant de Granville.
Es casà el 1823 amb Laura Trézel, filla del general Camille Trézel (1780-1860), amb qui va tenir nou fills, entre altres Alphonse Milne-Edwards (1835-1900), que seria el seu successor com a zoòleg. Dels nou fills, només tres filles i un fill arribaren a l'edat adulta.
La majoria de les seves obres es publicaren a Annales des sciences naturelles, revista de la qual fou el redactor en cap del departament de la zoologia. La seva obra Histoire naturelle des crustacés (3 vòlums, 1837-1841) fou durant molt de temps l'obra estàndard, igual la seva Histoire naturelle des coralliaires, (1858-1860). Moltes de les seves investigacions també foren publicades en anglès i alemany.

## Obres
- A manual of surgical anatomy, Desilver, Filadèlfia, 1828.
- A manual of materia medica and pharmacy, Careys & Lea, Filadèlfia, 1829.
- Cahiers d'histoire naturelle, Crochard & Masson, París 1833–53.
- Annales des sciences naturelles, zoologie et biologie animale, Masson, París 1834–85.
- Éléments de zoologie. Crochard & Dumont, París, Brussel·les, 1834–37.
- Histoire naturelle des crustacés,Roret, París 1834–40.
- Outlines of anatomy and physiology, Little & Brown, Boston 1841.
- Die Zoologie. Scheible, Rieger & Sattler, Stuttgart 1848–58.
- Quelques remarques sur l'emploi du sel en agriculture, París 1849.
- A monograph of the British fossil corals, Londres, 1850–72.
- Zoologie, Langlois, Leclercq & Masson, París 1850–58.
- Mélanges carcinologiques, Martinet, París 1851–54.
- Beiträge zur allgemeinen Zoologie, Müller, Stuttgart 1853.
- Histoire naturelle des coralliaires ou polypes proprement dits, Roret, París 1857–60.
- A manual of zoology, Renshaw, Londres, 1863.